# Perfecto Artola Prats
Perfecto Artola Prats (Benassal, 30 de desembre de 1904 - Màlaga, 23 d'octubre de 1992) fou un músic i compositor valencià. Fill del també compositor Desiderio Artola.

## Biografia
Després de passar els primers anys en Benassal, en 1923 es traslladà a Barcelona per a unir-se a la Banda del Regimiento Infantería Badajoz nº 73. Ací estudià en l'Escola Municipal de Música de Barcelona amb Lluís Millet entrenament auditiu i teoria musical, amb Josep Nori clarinet i amb Julià Palanca harmonia. Més tard estudià en el Real Conservatorio Superior de Música de Madrid amb Emili Vega contrapunt, fuga i transcripció. Durant 1933 i 1934 estudià en el Conservatori Superior de Córdova i acabà els seus estudis superiors en 1945 a Sevilla.
Anteriorment, el 1931, ingressà com a clarinetista a la Banda Municipal de Màlaga, de la qual es va convertir en 1951 en el seu director, fins a la seua jubilació en 1979. Entre 1946 i 1979 també exercí de professor de solfeig i de vent fusta en l'Escola Municipal de Música de Màlaga, al mateix temps que fou professor de clarinet en el Conservatorio Superior de Música de Málaga des de 1948 fins a 1976. D'altra banda, en 1975 participà com a cofundador de la Banda Juvenil de los Colegios Miraflores de los Ángeles y Gibraljaire de Màlaga.
Quant a la seua producció, va compondre més de 500 obres per a banda, orquestra, piano o cor, però és especialment recordat per les seues marxes de processó per a la ciutat de Màlaga, les quals encara hui són un referent en la Setmana Santa.

## Obres
Totes aquestes marxes foren compostes per a cofradies malaguenyes:
- Llanto y Dolor (1956)
- Credo del Mutilado (1962)
- Merced (1981)
- Cristo de la Humildad (1982)
- Hacia el Calvario (1982)
- Presentación al pueblo (1982)
- Virgen del Mayor Dolor (1983)
- Plegaria a Nuestro Padre Jesús del Rescate (1983)
- Virgen de Gracia (1984)
- Virgen del Amparo (1985)
- Jesús Preso (1985)
- Himno a Jesús del Prendimiento (1985)
- Jesús de la Pasión (1986)
- Jesús del Rescate (1986)
- Himno de Coronación de la Virgen de los Dolores (1986)
- Nazarenos del Rescate (1987)
- Pregón al Rescate (1988)
- Juventud cofrade (1988)
- Himno del Santo Grial (1988)
- Virgen de la Piedad (1988)
- Himno de Coronación de la Esperanza (1988)
- Virgen del Carmen de Salteras (1988)
- Virgen del Rosario (1989)
- Nuestro Padre Jesús de la Sentencia (1989)
- Soledad (1989)
- Concepción (1989)
- Virgen de la Trinidad(1989)
- Vera+Cruz y Lágrimas (1990)
- Ánimas de Ciegos (1990)
- Exaltación (1990)
- Nazareno de la Salutación (1991)
- Cristo de las Penas (1991)
- Cristo de la Expiración (1991)
- Virgen de los Dolores de San Juan (1991)
- Misericordia acabada pel seu fill, Desiderio Artola (1992)